# Olav H. Hauge
Olav Håkonson Hauge (18 de agosto de 1908 – 23 de maio de 1994) foi um horticultor, tradutor e poeta norueguês.

## Biografia
Hauge nasceu na vila de Ulvik, em Hordaland, Noruega. Seus pais, Håkon Hauge (1877–1954) e Katrina Hakestad (1873–1975), eram fazendeiros. Hauge frequentou a escola secundária em Ulvik entre 1925 e 1926. Aprendeu inglês e alemão na escola e posteriormente aprendeu francês de forma autodidata por meio da leitura. Passou muitos anos se especializando em horticultura e cultivo de frutas.
Estudou na Escola de Horticultura de Hjeltnes (Hjeltnes vidaregåande skule) em Ulvik (1927 e 1933–34), na Universidade Norueguesa de Ciências da Vida em Ås (1930), e no Centro Estadual de Pesquisa (Statens forsøksgardt) em Hermannsverk, Sogn og Fjordane (1931–1933). Viveu toda a vida em Ulvik trabalhando como jardineiro em seu próprio pomar de maçãs.
Seus primeiros poemas foram publicados em 1946, todos em forma tradicional. Posteriormente, passou a escrever poesia modernista e, em especial, poesia concreta, influenciando outros poetas noruegueses mais jovens, como Jan Erik Vold. Um exemplo conhecido, no original norueguês:
Katten
sit i tunet
når du kjem.
Snakk litt med katten.
Det er han som er varast i garden.
Tradução para o inglês:
The cat is sitting
out front
when you come.
Talk a bit with the cat.
He is the most sensitive one here.
Além de escrever seus próprios poemas, Hauge era voltado para o cenário internacional e traduziu poemas de Alfred Tennyson, William Butler Yeats, Robert Browning, Stéphane Mallarmé, Arthur Rimbaud, Stephen Crane, Friedrich Hölderlin, Georg Trakl, Paul Celan, Bertolt Brecht e Robert Bly para o norueguês. Também escreveu poemas em homenagem a outros poetas como William Blake, Paul Celan, Gérard de Nerval e Emily Dickinson. Inspirou-se ainda na poesia clássica chinesa, como no poema "T`ao Ch`ien", da coletânea Spør vinden.
Seus poemas foram traduzidos para o inglês pelo poeta Robin Fulton em Olav Hauge: Selected Poems (1990), pelo poeta Robert Bly em Trusting Your Life to Water and Eternity: Twenty Poems of Olav H. Hauge (1987), e pelo escritor Robert Hedin nas obras The Bullfinch Rising from the Cherry Tree (2001) e Leaf-huts and Snow-houses (2004). Bly e Hedin também colaboraram na tradução de The Dream We Carry: Selected and Last Poems of Olav H. Hauge (2008). Trechos de Glør i oska foram usados como letras da canção "Song til stormen" da banda Solefald, no álbum Norrøn Livskunst (2010).
O Centro Olav H. Hauge (Olav H. Hauge - Senteret) está situado em Brakanes, próximo ao Ulvikafjorden. O centro inclui uma exposição, biblioteca de poesia, oficina de poesia e museu que destaca a vida e a obra do poeta. O Nynorsk kultursentrum administra tanto o Centro Olav H. Hauge quanto o Ivar Aasen-instituttet em Ørsta.

## Lista de obras
- Glør i oska (Noregs boklag, 1946)
- Under bergfallet (Noregs boklag, 1951), Beneath the Crag
- Seint rodnar skog i djuvet (Noregs boklag, 1956), Slowly the Trees Turn Red in the Gorge
- På ørnetuva (Noregs boklag, 1961), On the Eagle's Tussock
- Dikt i utval: Dogg og dagar (org. Ragnvald Skrede; Noregs boklag, 1965)
- Dropar i austavind (Noregs boklag, 1966), Drops in the East Wind
- Spør vinden (Noregs boklag, 1971), Ask the Wind
- Dikt i samling (Noregs boklag, 1972)
- Syn oss åkeren din (sel. Jan Erik Vold, Bokklubben, 1975)
- Janglestrå (Samlaget, 1980), Gleanings
- Regnbogane (1983), livro infantil, ilustrações de Wenche Øyen
- ABC (1986), livro infantil
- Mange års røynsle med pil og boge (gravação). (Samlaget, 1988)
- Brev 1970–1975 (Cappelen, 1996)
- Det er den draumen (Samlaget, 1998), It's the Dream
- Dagbok 1924–1994 (Samlaget, 2000)
- Skogen stend, men han skiftar sine tre. Aforismar i utval (Samlaget, 2001)

## Traduções
- Utanlandske dikt (1967)
- Stephen Crane: Svarte ryttarar (1974)
- Bertolt Brecht: Til ettertidi (1978)
- Hand grip hand i svevne (1978)
- Dikt i umsetjing (1982)
- Frå Rimbaud til Celan (1991)

## Prêmios
- Kritikerprisen por På ørnetuva – 1961[7]
- Fundo do pastor Alfred Andersson-Rysst – 1968[8]
- Prêmio Dobloug – 1969[9]
- Prêmio Sunnmør por Spør vinden – 1971[10]
- Prêmio Melsom – 1973[11]
- Prêmio Aschehoug – 1978[12]
- Prêmio Nynorsk de Literatura Infantil por Regnbogane (com Wenche Øyen) – 1983[13]

## Traduções de sua poesia
- За горою самотності (Ucraniano, trad. Viktoria Rudych, 2019)
- Luminous Spaces: Olav H. Hauge: Selected Poems & Journals (trad. Olav Grinde, 2016)
- The Dream We Carry (trad. Robert Bly e Robert Hedin, 2008)
- Olav Hauge: Selected Poems (trad. Robin Fulton, 1990)
- Trusting Your Life to Water and Eternity (trad. Robert Bly, 1987)
- Elvi Burtanum Fjorden, הנהר שמעבר לפיורד (trad. Sabina Messeg e Hannah May Svnedal, 2010)